# Венкатапати II Аравиду
Венкатапати II (? — 1614) — махараджахираджа (царь царей) Виджаянагарской империи с 1586 года.

## Биография
Происходил из династии Аравиду. Сын махараджахираджы Тирумаларайи. После смерти в 1586 году своего брата Шри Ранги I получил трон империи.
В своей внешней и внутренней политике следовал тактике предшественника. Пытался отбить атаки султанов Биджапура и Голконды и одновременно подчинить полунезависимых наяков (наместников).
После вступления на престол он начал подготовку к борьбе с султанатами; чтобы обеспечить безопасный тыл, разбил войска наяка Гинга.
В 1588 году во время военной кампании в верховьях реки Пеннар виджаянагарцы разбили армии Биджапура и Голконды. Однако развить успех не удалось вследствие споров между феодалами и наяками.
В 1592 году перенёс столицу в Чандрагир, чтобы обезопасить двор от нападения врагов.
В 1601 году покорил наяков Аркота, Ячаманеду, Ченгалпатту и Веллора. После этого сумел взять верх над наяком Мадурая. Тем самым на некоторое время целостность империи была восстановлена. В 1604 году второй столицей империи стал Веллор, где правитель жил до конца своего правления.
В эти годы всё больше внимания уделялось экономическому возрождению страны, снижались налоги, производилось расширение пахотных площадей. При этом расширялись связи с западными торговыми компаниями — португальскими, английскими, голландскими.
В конце своего правления Венкатапати II столкнулся с новым восстанием наяка Мадурая, которое он не смог подавить, и был вынужден признать в 1612 году почти независимый статус мятежника.
Венкатапати II умер в 1614 году, оставив трон своему племяннику — Шри Ранги (сын брата Рамы).